# 赤湯

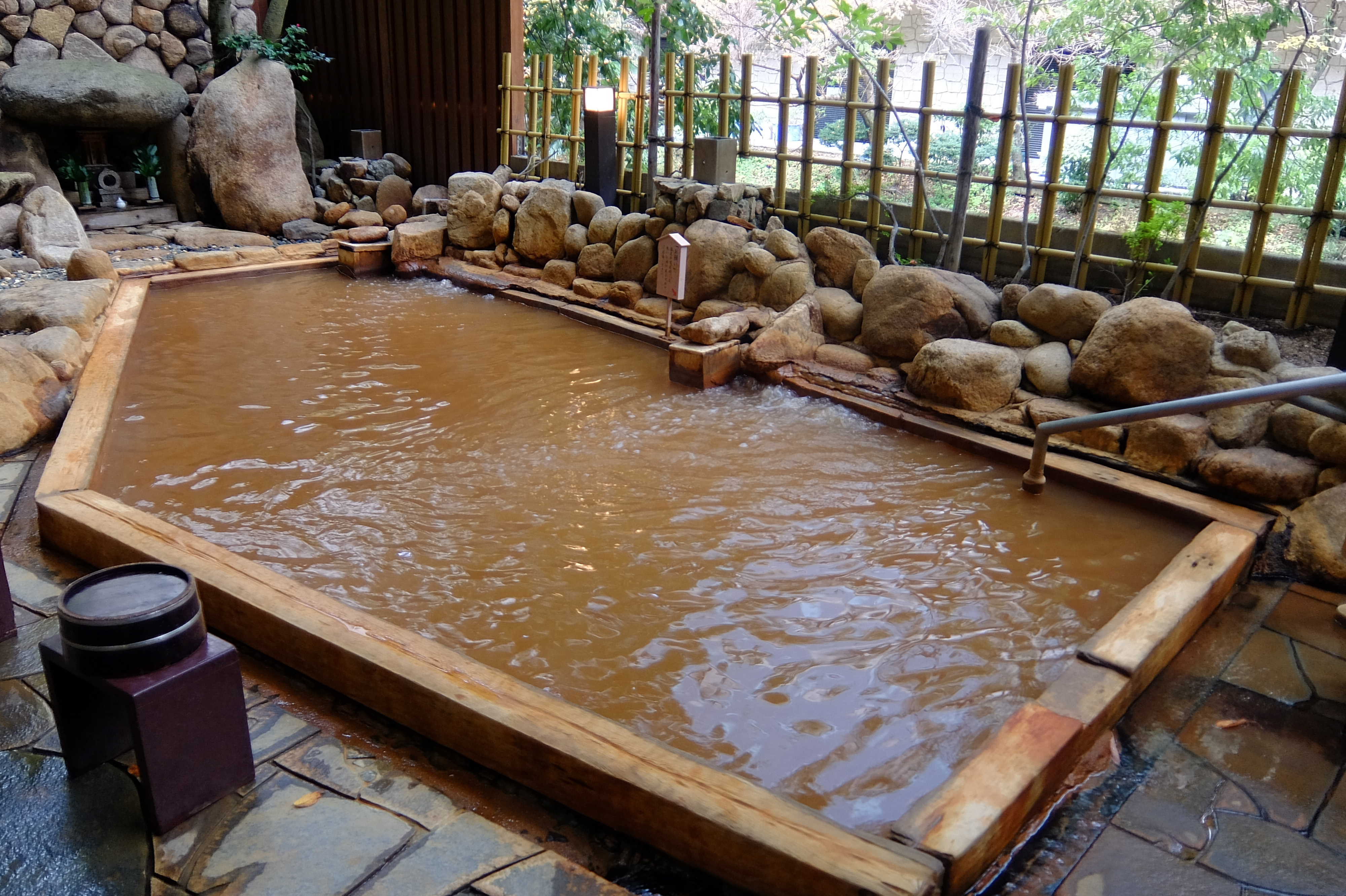
有馬温泉 金泉

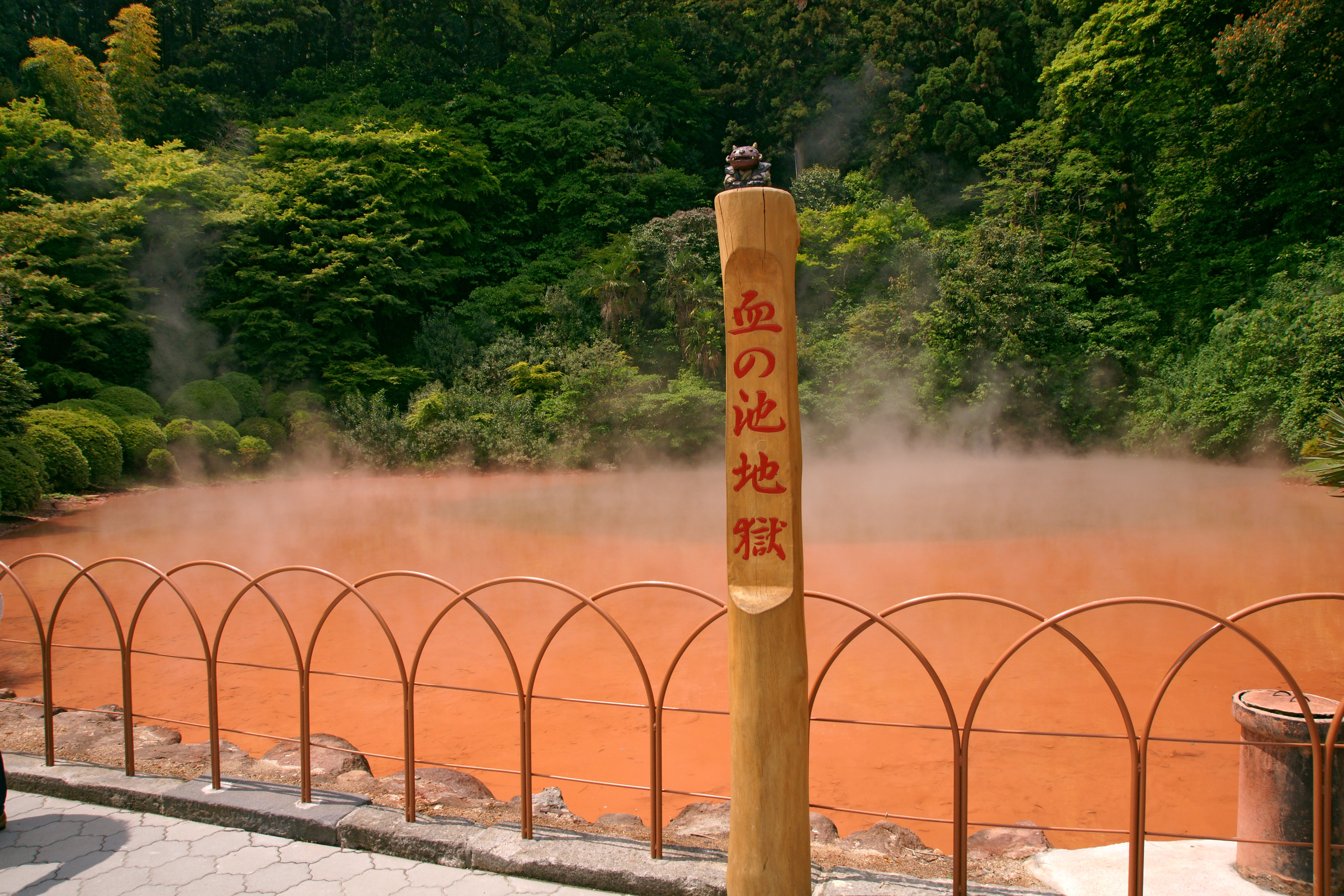
柴石温泉 血の池地獄

赤湯（あかゆ）は、湯の色が赤色をした温泉の総称。にごり湯の一種である。

## 概要
浴槽内で析出、または沈殿している湯の花の色が赤色をしている湯に対してこの名称がつけられることが多い。赤色をしているのは、含鉄泉などのように温泉成分に多量に含まれる鉄分が酸化鉄として湯の花になるためである。著名な赤湯は有馬温泉の金泉である。
赤色の湯は特徴的であることから、そのまま温泉名も「赤湯」となることが多い。しかしながら、山形県の赤湯温泉のように無色透明の湯も存在する。これについては開湯伝説に因んで命名されたためである。